# بلندبالا
بلندبالا یا عزیز جان از ترانه‌های فولکلور خراسانی است که تاکنون توسط خوانندگان زیادی از ایران و افغانستان تحت عناوین مختلف خوانده شده‌است، از جمله سیما بینا، اسماعیل ستارزاده، سَتین، آریا امجد، فردین فریاد، تواب جاوید، شرافت پروانی و …
بندهای اصلی آن به صورت زیر است و برخی خواننده‌ها ابیاتی دیگر به آن اضافه کرده‌اند.
بلند بالا به بالا مانده‌ام من / بغل وا کن که سرما خورده‌ام من
عزیز جان جگر جان دل ای دل ای دل ای دل
بغل وا کن من را کنج بغل گیر / که دیشب در بیابان مانده‌ام من
عزیز جان جگر جان دل ای دل ای دل ای دل
لب بام آمدی کردی اشاره / همان دم دل من شد پاره‌پاره
عزیز جان جگر جان دل ای دل ای دل ای دل